# Catena metabolica
Una catena metabolica è un insieme di reazioni chimiche che devono avvenire in sequenza, in quanto il prodotto della prima reazione è reagente della seconda, il cui prodotto è reagente della terza, e così via.
Le catene metaboliche sono parti della più generale rete metabolica di un organismo o di una sua parte.